# Canice d'Aghaboe
Pour les articles homonymes, voir Kenny.
Saint Canice d'Aghaboe ou Kenneth et Kenny en Écosse ou Cainnech of Aghaboe ou Canicius en latin, est un des douze apôtres de l'Irlande, né vers 515 à Glengiven et mort vers 600 à Aghaboe. Il est fêté le 11 octobre en Occident, le 1er août ou le 14 août en Orient.

## Biographie

### Enfance et éducation
Cainnech moccu Dalánn est né en 515 ou 516 à Glengiven, près de Dungiven (en) en Ulster (actuellement en Irlande du Nord). Il était le fils d'un barde royal. Il part au Pays de Galles pour devenir moine sous la direction de Finien de Clonard, puis saint Cadoc. Puis il vint en Irlande, à Clonard, pour étudier sous la férule de saint Finnian. Il fut aussi disciple de saint Kieran de Clonmacnoise, de Comgall de Bangor et de Mobhi de Glasnevin.

### Voyage en Écosse
En 565, il accompagne saint Colomba en Écosse où il participe à la fondation du monastère d'Iona. Il travaille à la copie de livres et à l'évangélisation de l'Écosse. Il accomplit une mission auprès de Brude, roi des Pictes. Il aurait fondé une église sur le site de la future cité de Saint-Andrews dans la péninsule de Five.
Il se retire ensuite et devient ermite dans l'île d'Ubdain.

### Retour en Irlande

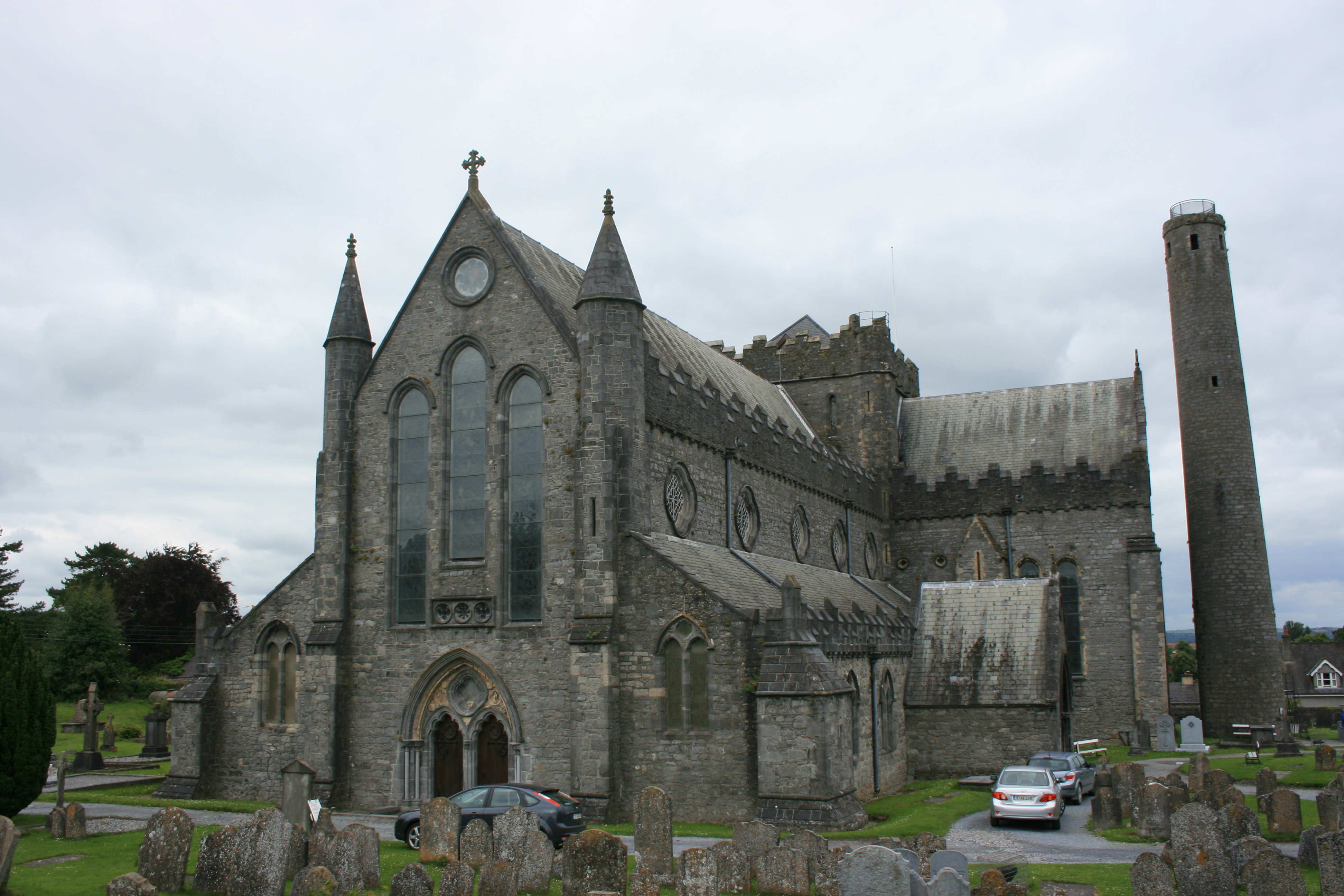
La cathédrale anglicane Saint-Canice de Kilkenny.

De retour en Irlande, il fonde le monastère d'Aghaboe et probablement l'église de Kilkenny qui porte son nom : Kilkenny vient de irlandais : Cill Chainnigh l'église de Canice. Kilkenny était un des derniers lieux d'Irlande à abandonner le druidisme et à adopter le christianisme. Selon la légende, Canice conduisit une armée pour défaire le dernier grand druide, et y construire un monastère, à l'emplacement de l'actuelle cathédrale anglicane Saint-Canice de Kilkenny.

### Fin de vie
Il se retire dans une île et écrit un commentaire sur les évangiles, connu comme Glas-Chainnigh, ou chaîne de Canice, étudié pendant le Moyen Âge.
Il meurt vers 599 ou 600 et est enterré à l'abbaye d'Aghaboe.

## Culte
Plusieurs églises portent son nom en Irlande, en Écosse, mais également en Australie ou en Nouvelle-Zélande.
Il est le saint patron des naufragés, et un des saints patrons d'Ossory et de Kilkenny.